# Чжань Шу
Чжань Шу (2 травня 1985) — китайська плавчиня.
Учасниця Олімпійських Ігор 2000, 2004 років. Бронзова медалістка Чемпіонату світу з водних видів спорту 2001 року, чемпіонка світу 2003 року.